# HD 39194
HD 39194 — звезда в созвездии Столовой Горы. Находится на расстоянии около 71 светового года от Солнца. Вокруг звезды обращаются, как минимум, три планеты.

## Характеристики
HD 39194 представляет собой оранжевый карлик главной последовательности 8,08 видимой звёздной величины. Впервые упоминается в каталоге Генри Дрейпера, составленном в начале XX века. Масса звезды равна 72% массы Солнца, а радиус — 77% солнечного. Температура поверхности звезды составляет приблизительно 5205 кельвинов.

## Планетная система
В 2011 году группой астрономов, работающих со спектрографом HARPS, было объявленооб открытии трёх планет HD 39194 b, HD 39194 c и HD 39194 d в системе. Масса каждой планеты не превышает 1% массы Юпитера. Они обращаются очень близко к родительской звезде, совершая полный оборот за 5, 14 и 33 суток соответственно. Открытие планет было совершено методом доплеровской спектроскопии. Ниже представлена сводная таблица их физических характеристик.